# Петер Хухел (награда)
Литературната награда „Петер Хухел“ (на немски: Peter-Huchel-Preis) за поезия е учредена през 1984 г. от провинцията Баден-Вюртемберг.
Отличието се присъжда в памет на Петер Хухел (1903–1981) за „изключителни отделни поетически творби, които допринасят за развитието на лириката в немското езиково пространство“.
Наградата възлиза на 10 000 € и се дава ежегодно на 3 април, рождения ден на поета, в град Щауфен, Брайзгау.

## Носители на наградата (подбор)
- Гунтрам Веспер (1985)
- Михаел Крюгер (1986)
- Вулф Кирстен (1987)
- Елке Ерб (1988)
- Ернст Яндл (1990)
- Гюнтер Хербургер (1991)
- Сара Кирш (1993)
- Юрген Бекер (1994)
- Дурс Грюнбайн (1995)
- Томас Клинг (1997)
- Адолф Ендлер (2000)
- Оскар Пастиор (2001)
- Волфганг Хилбиг (2002)
- Ханс Тил (2004)
- Николас Борн (2005) (посмъртно)
- Освалд Егер (2007)
- Улф Щолтерфот (2008)
- Герхард Фалкнер (2009)
- Фридерике Майрьокер (2010)
- Марион Пошман (2011)
- Нора Босонг (2012)
- Моника Ринк (2013)
- Барбара Кьолер (2016)